# Emil Schult
Emil Schult   (Dessau, 10 d'octubre de 1946) és un pintor, poeta i artista audiovisual alemany.

## Biografia
Després d'estudiar sinologia a Münster, Schult va ingressar a l'Acadèmia d'Art de Düsseldorf el 1969 per a estudiar belles arts a la classe de gravat de Dieter Roth i, més endavant, a les classes de pintura de Joseph Beuys i Gerhard Richter. El 1973 va acabar els seus estudis amb el títol de Meisterschüler de Gerhard Richter. El 1969 Schult va viure a Reykjavík a la casa-estudi de Dieter Roth.
Schult ha desenvolupat una vasta obra començant amb gravats, dibuixos i llibres d'artista que abasten escrits filosòfics, poemes, còmics i collages.
De 1970 a 1974 Schult va col·laborar amb la Universitat Lliure Internacional, fundada per Joseph Beuys. De 1973 a 1975 també va treballar com a professor d'art en una escola primària de Düsseldorf, i després com a professor a l'antiga facultat d'educació de Münster. Schult també va publicar llibres sobre didàctica de l'art.
El 1972 va iniciar una col·laboració artística amb els fundadors del grup pioner de la música electrònica  Kraftwerk, Ralf Hütter i Florian Schneider. Com a amics artistes, van crear el pòster musicomix per a l'àlbum Ralf and Florian, a més de les il·lustracions per a Autobahn i Radioactivity, i gràfics addicionals. Durant els anys següents de la seva col·laboració, també van escriure lletres i poesia sonora per als àlbums Autobahn i Radioactivity, així com per al senzill «The Model», que va arribar al número 1 al Regne Unit, juntament amb «Computer Love», que Schult també va coescriure. A més, va col·laborar amb el grup en la composició dels senzills de 1981 «Pocket Calculator» i «Computer World».
El 1979 va aprofundir els seus estudis de música per a ordinador al Laboratori d'Intel·ligència Artificial de la Universitat Stanford. Des de mitjans dels anys 1980, Schult també ha treballat amb vídeo i imatges animades per ordinador. A finals de la dècada de 1980 es va traslladar a les Bahames, on va desenvolupar el seu estil distintiu de pintura sobre vidre invers. Aquesta antiga tècnica xinesa va obrir a Schult una visió nova de la pintura, ja que el món contemporani es percep principalment a través del vidre: el vidre de la finestra, el vidre de la tauleta tàctil, el televisor, etc.
Des de principis dels anys 1990, resideix a Düsseldorf, on va treballar en la creació d'una cripta per a l'Acadèmia de Música Robert-Schumann. La cripta és una sala artística complexa destinada a crear una oportunitat per a la meditació de l'estudiantat. Després d'enviar 50 fotografies de la cripta a Karlheinz Stockhausen, va compondre una peça titulada 50 Klangbilder. Es va publicar el 2012 en forma de DVD dins de Symbolik einer Krypta.
En l'obra artística de Schult, temes com l'evolució del xip electrònic hi tenen un paper central, així com una sèrie d'homenatges als pioners dels desenvolupaments electrònics. La seva obra se centra en el potencial visionari de l'art i les seves pintures recents reflexionen sobre la connexió entre els humans, el microcosmos electrònic i la immensitat de l'espai.
Des del 2017 Schult ha col·laborat amb Emma Nilsson. El 2019 Lothar Manteuffel i Max Dax es van unir a aquest grup d'art transhumanista que interpreta l'evolució de la música i l'art electrònics des de la percepció d'humana millorada. Les observacions es presenten com a peces audiovisuals en què les troballes arqueològiques es fusionen amb la cognició del futur.